# Fill Me In
Fill Me In is een nummer van de Britse R&B-zanger Craig David uit 2000. Het is de eerste single van zijn debuutalbum Born to Do It.
"Fill Me In" gaat over een jongen die tijd probeert door te brengen met zijn buurmeisje, maar haar ouders zijn daar niet gerust op. In het refrein vragen de ouders of hun dochter hen kan vertellen wat ze precies aan het doen is.  Het nummer werd Davids eerste grote solohit. Zo bereikte het de nummer 1-positie in het Verenigd Koninkrijk. In de Nederlandse Top 40 werd de 5e positie gehaald, terwijl het succes in de Vlaamse Ultratop 50 iets bescheidener was met een 28e positie.

## Tracklijst
- Cd-single

1. "Fill Me In" (radioversie) – 3:52
2. "Fill Me In" (Sunship remix) – 5:38